# ادی لسلی
ادی لسلی (انگلیسی: Eddie Leslie؛ ‏ ۲۲ ژوئن ۱۸۹۴ – ۱ ژوئیهٔ ۱۹۷۵) بازیگر و فیلم‌نامه‌نویس اهل بریتانیا بود.
از فیلم‌هایی که وی در آن‌ها نقش داشته‌است، می‌توان به قصاب‌باشی و فشار زمان اشاره نمود.